# Montagu (Südafrika)

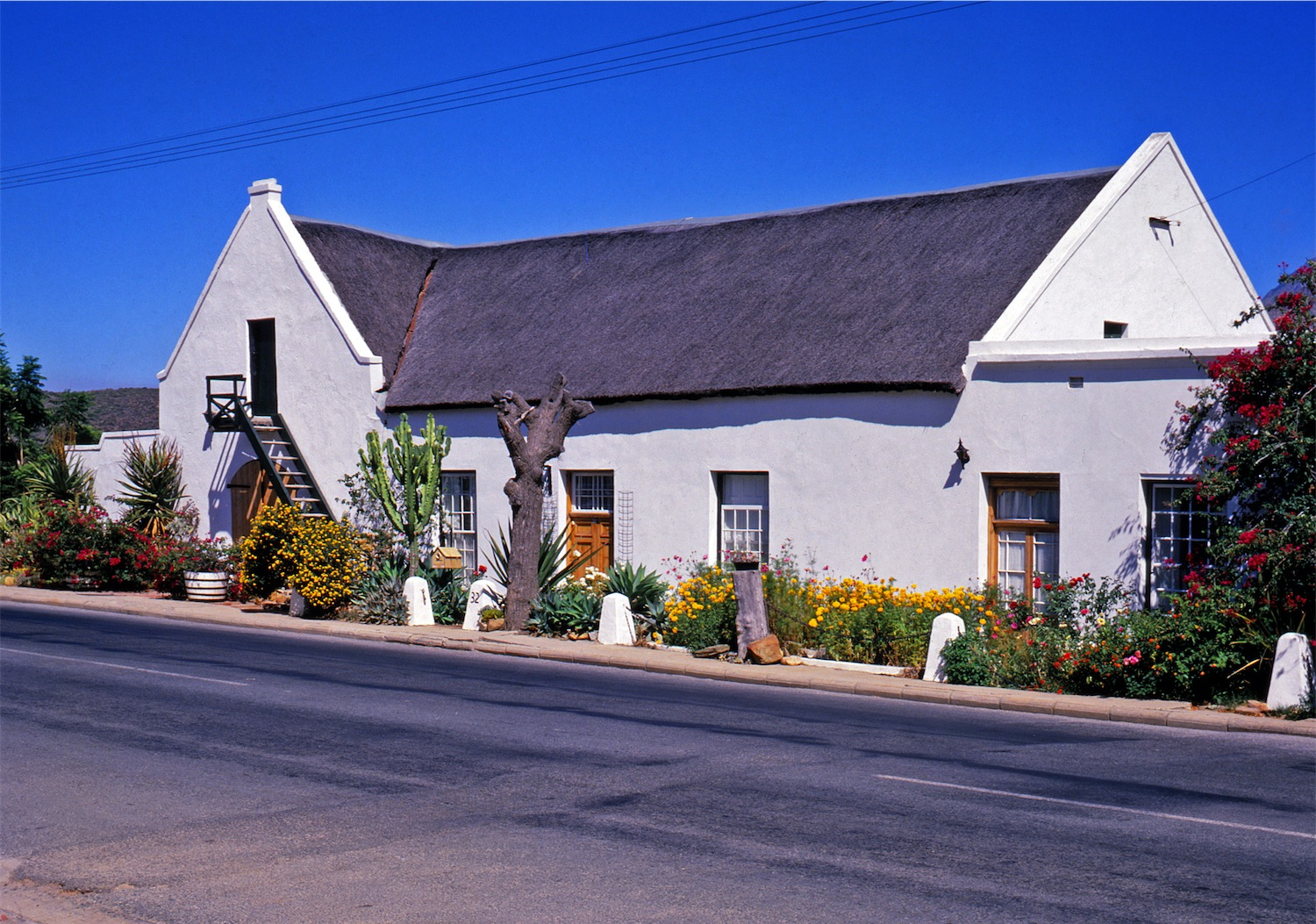
Nationaldenkmal in der Long Street

Montagu ist eine Stadt in der Lokalgemeinde Langeberg, im Distrikt Cape Winelands der südafrikanischen Provinz Westkap. Sie liegt in einem fruchtbaren Tal am Zusammenfluss der Flüsse Kingna River und Kogmanskloof River (Keisi River) an der Route 62 unweit der Stadt Ashton.
Nach der Volkszählung von 2011 hatte die Stadt 15.176 Einwohner in 4029 Haushalten.

## Geschichte
Die erste Siedlung wurde als Agter Cogman’s Kloof (deutsch: „Hinter Cogmans Schlucht“) gegründet. Dieser Name bezieht sich auf ein enges felsiges Tal zwischen Ashton und Montagu und nimmt auf die indigene Khoisan-Gruppe Cochoqua Bezug. Dieser Name wandelte sich mehrmals: von Cochonas zu Cockomans, später Cochmans und schließlich zu Cogmans.
Die Cochoqua bewohnten einst die Gegend der Saldanha Bay am Atlantik. Als holländische Seefahrer im Jahre 1652 in der Kapregion ihre Niederlassung begonnen hatten, verließen die Cochoqua ihre Heimat und siedelten nun in den Landschaften um Montagu.
Der Kogmanskloof River wird auch Keisi River genannt. Dieser Name entstammt dem Sprachschatz der Khoikhoi und bedeutet etwa „häßlicher Fluss“.
Die ersten Siedler hatten sich bereits vor 1851 auf dem Farmgebiet Uitvlugt niedergelassen. 1851 benannte man den Ort nach John Montagu, dem Kolonialsekretär für die Kapkolonie. Bis 1881 wurde Montagu von einem Dorfverwaltungsrat geleitet. Den Stadtstatus erhielt der Ort im Jahre 1895.
Montagu war zunächst schwer zugänglich. Die Ochsengespanne benötigten stets viele Stunden, um den schwierigen Cogman’s Pass zu überwinden. Bis in die Zeit der frühen europäischen Besiedlung in dieser Region haben die Bewohner die Schlucht nur über Sandbänke und am Rande des Keisie River passieren können. Eine Hochwasserflut im Jahre 1867 kostete 12 Einheimischen das Leben. Auf Veranlassung der Regierung der Kapkolonie erfolgte zwischen 1872 und 1877 der Bau einer Straße durch das wilde Tal in Richtung Ashton. Die Leitung dieser Arbeiten wurden dem Ingenieur Thomas Bain übertragen. Dabei entstand für die Bain’s Road auch ein Tunnel ohne Ausmauerung. Zwischen 1951 und 1952 erfolgte die Neutrassierung mit neuen Ingenieurbauten und im Zeitraum von 2015 bis 2021 fanden weitere Modernisierungsarbeiten statt. Thomas Bain hatte die alte Streckenführung klug gewählt, wodurch sie im Verlaufe des Hochwassers von 1981 unversehrt blieb und nun zeitweilig als Ausweichstrecke für die in den 1950er Jahren angelegte und durch die Wetterereignisse teilzerstörte Straße diente.
Während des Zweiten Burenkriegs bauten die Briten 1901 dort eine kleine Festung, das Fort Sidney. Es wurde 1999 zum Nationaldenkmal erklärt.

## Sehenswürdigkeiten
Montagu ist heute eine kleine Stadt mit gut erhaltenen kapholländischen, georgianischen und viktorianischen Bauten. Die ältesten befinden sich an der Long Street (Route 62) im Ortszentrum. Hier wurden 25 Gebäude zum Nationaldenkmal erklärt. Zahlreiche Künstler und Kunsthandwerker haben Montagu als Domizil gewählt und tragen zur besonderen Atmosphäre des Ortes bei.
Größte Attraktion von Montagu ist das Thermalbad, drei Kilometer vom Ortskern entfernt. Die Heilquellen wurden einst durch einen der durchziehenden Voortrekker entdeckt, der seine verletzte Hand in dem 45 Grad Celsius heißen, jodhaltigen Wasser badete und schon nach wenigen Tagen geheilt weiterziehen konnte. Am 25. Januar 1981 zerstörte eine Überflutung durch den Keisie den gesamten Badkomplex, der anschließend neu errichtet wurde. Die Stadt wurde wiederholt von Hochwasserereignissen heimgesucht, das früheste aufgezeichnete Ereignis liegt im Jahr 1867.
Weitere örtliche Sehenswürdigkeiten sind:
- Montagu Museum – Jouberthuis, historisches ländliches Anwesen in kapholländischer Architektur und ältestes erhaltenes Gebäude im Ort, seit 1975 ein Nationaldenkmal. Erbaut wurde es 1853 von Pieter Gideon Joubert.[9]
- Montagu Museum, eine ehemalige zum Museum umgewandelte Missionskirche der Niederländisch-reformierten Kirche. Das Gebäude wurde 1976 zum Nationaldenkmal erklärt.[10]
- In den Tallagen der nahen Umgebung liegen Weinberge, in deren Kellereien Muskateller-Sorten erzeugt werden.[7]

- Mitten im Ort befindet sich eine große Vogelkolonie mit Kuhreihern, Afrikanischen Graureihern, Seidenreihern, Schwarzhalsreihern, vielen Heiligen Ibissen, Krähenscharben und Maskenwebervögeln. Besonders im Oktober herrscht in der Kolonie mit vielen Nestern reges Treiben. Ein Beobachtungsstand besteht seit 2009 am Teich vor der Kolonie mit guten Beobachtungsmöglichkeiten ganz aus der Nähe.
- Montagu Nature Garden, ein 12 Hektar großes Gartengelände am Rande der Stadt am Bessiekop (325 m). Eröffnet 1954 und 1961 zum Naturschutzgebiet unter kommunaler Leitung erklärt. Betreut wird die Anlage durch interessierte Einwohner als Montagu Nature Garden Association.[11]

Naturschutzgebiete in der Umgebung:
- Cogman’s Kloof Mountain Reserve
- Montagu Mountain Reserve, ein 2000 Hektar großes Naturschutzgebiet nahe der Stadt.[12]
- MontEco Nature Reserve

## Öffentliche Infrastruktur
Die Stadt hat ein Krankenhaus sowie eine Grund- und weiterführende Schule. Am östlichen Stadtrand befindet sich der Knipe’s Hope Dam.
Für den Straßenverkehr ist Montagu lediglich über zwei Wege erreichbar. Das sind die Regionalstraßen R62 und R318. Am Ortsrand liegt das Flugfeld Montagu Aerodrome. Einen Eisenbahnanschluss gibt es nur in der Nachbarstadt Ashton.